# Ciechocin (gmina)
Ciechocin – gmina wiejska w województwie kujawsko-pomorskim, w powiecie golubsko-dobrzyńskim. W latach 1975–1998 gmina położona była w województwie toruńskim.
Siedzibą gminy jest Ciechocin.
Według danych z 30 czerwca 2004 gminę zamieszkiwały 3983 osoby. Natomiast według danych z 31 grudnia 2017 roku gminę zamieszkiwały 4034 osoby.
Według danych z 31 grudnia 2019 roku gminę zamieszkiwały 4022 osoby.

## Struktura powierzchni
Według danych z roku 2005 gmina Ciechocin ma obszar 101,49 km², w tym:
- użytki rolne: 55%
- użytki leśne: 35%

Gmina stanowi 16,56% powierzchni powiatu.

## Demografia

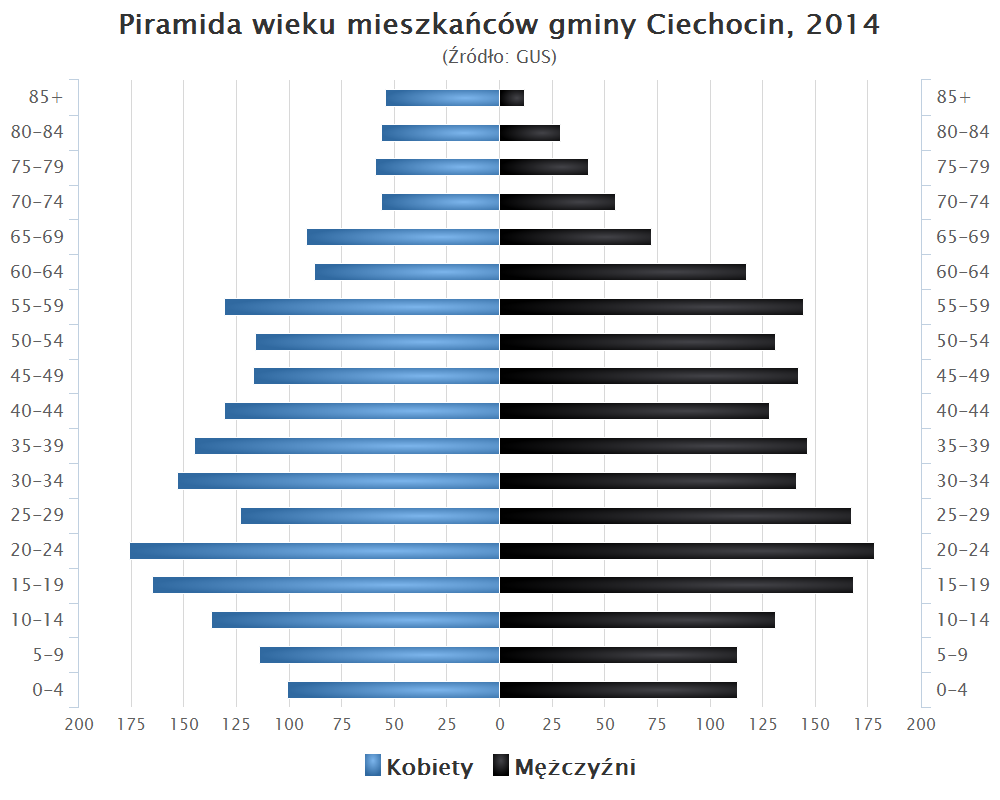
Piramida wieku mieszkańców gminy Ciechocin w 2014 roku

Dane z 31 grudnia 2017 roku:
| Opis                              | Ogółem | Ogółem | Kobiety | Kobiety | Mężczyźni | Mężczyźni |
| --------------------------------- | ------ | ------ | ------- | ------- | --------- | --------- |
| Jednostka                         | osób   | %      | osób    | %       | osób      | %         |
| Populacja                         | 4 034  | 100    | 1 991   | 49,4    | 2 043     | 50,6      |
| Gęstość zaludnienia [mieszk./km²] | 40     | 40     | 19      | 19      | 21        | 21        |

## Zabytki
Wykaz zarejestrowanych zabytków nieruchomych na terenie gminy:
- dwór z drugiej połowy XIX w. w Świętosławiu, nr 345 z 21.02.1980 roku
- kościół parafii pod wezwaniem św. Małgorzaty z XIV w. w Ciechocinie, nr A/261 z 04.07.1980 roku.

## Sołectwa
Ciechocin (sołectwa: Ciechocin i Cechocin-Kujawy), Elgiszewo, Małszyce, Miliszewy, Morgowo, Nowa Wieś, Piotrkowo, Rudaw, Świętosław.

## Miejscowości gminy
W gminie znajdują się następujące miejscowości (źródło TERYT):
- Ciechocin – wieś
- Dulnik – osada
- Elgiszewo – wieś
- Franksztyn – osada
- Gapa – osada
- Gierszówka – osada leśna
- Jesionka – kolonia
- Kałdunek – osada leśna
- Kępa – osada leśna
- Kujawy – kolonia
- Leśno – osada leśna
- Łęga – osada leśna
- Małszyce – wieś (część miejscowości Bory Małszyckie)
- Miliszewy – wieś(części miejscowości Chrusty i Lądy)
- Morgowo – wieś
- Nowa Wieś – wieś
- Okonin – osada
- Piotrkowo – wieś
- Rudaw – wieś
- Sęk – kolonia
- Strębaczno – osada leśna
- Świętosław – wieś
- Tobółka – osada leśna
- Topielec – osada leśna

## Sąsiednie gminy
Czernikowo, Golub-Dobrzyń, Kowalewo Pomorskie, Lubicz, Obrowo, Zbójno